# Romano Sgheiz
Romano Sgheiz est un rameur italien né le 28 juin 1937 à Colico.

## Biographie
Romano Sgheiz dispute l'épreuve de quatre avec barreur aux Jeux olympiques d'été de 1956 à Melbourne et remporte la médaille d'or avec Alberto Winkler, Angelo Vanzin, Franco Trincavelli et Ivo Stefanoni. En 1960 à Rome, il est médaillé de bronze de quatre avec barreur avec Fulvio Balatti, Franco Trincavelli, Giovanni Zucchi et Ivo Stefanoni,.